# Антонюк Олександр Петрович
Олекса́ндр Петро́вич Антоню́к — майор Збройних сил України.
Станом на березень 2017-го — військовослужбовець 394-го окремого батальйону охорони та обслуговування. З дружиною та донькою проживають у місті Рівне.

## Нагороди
За особисту мужність, сумлінне та бездоганне служіння Українському народові, зразкове виконання військового обов'язку відзначений — нагороджений
- орденом «За мужність» III ступеня (3.11.2015).